# هاینتس-ولفگانگ شناوفر
هاینتس-ولفگانگ شناوفر ((به آلمانی: Heinz-Wolfgang Schnaufer) (۱۶ فوریه ۱۹۲۲ – ۱۵ ژوئیه ۱۹۵۰) نظامی و خلبان تک‌خال آلمانی بود که در جریان جنگ جهانی دوم در لوفت‌وافه خدمت کرد. او به عنوان موفق‌ترین خلبان جنگنده شبانه تاریخ رزم هوایی با ۱۲۱ پیروزی هوایی، جزو یکی از تنها ۲۷ تنی که نشان صلیب شوالیه صلیب آهنین با برگ‌های بلوط، شمشیرها و الماس‌ها را دریافت کردند بود.

## زندگی‌نامه
هاینتس-ولفگانگ شناوفر روز ۱۶ فوریه سال ۱۹۲۲ در خانواده‌ای ثروتمند در اشتوتگارت زاده شد. پس از گذراندن دوران تحصیل ماه نوامبر سال ۱۹۳۹ به لوفت‌وافه پیوست. پس از تکمیل دوره آموزش پرواز در سال ۱۹۴۱ داوطلب خدمت به عنوان خلبان جنگنده شبانه شد. بدین ترتیب ماه نوامبر همان سال به گروه ۱ جناح ۲ شکاری شبانه در اشتاده منتقل گشت.
شناوفر نخستین سورتی عملیاتی خود را ماه فوریه سال ۱۹۴۲ در جریان عملیات سربروس، گذر یک ناوگروه کریگس‌مارینه از کانال مانش، به انجام رساند. او برای این عملیات پوشش هوایی شبانه ایجاد می‌کرد. نخستین پیروزی هوایی شناوفر با ساقط کردن یک بمب‌افکن بریتانیایی هالیفاکس در روز ۱ ژوئن سال ۱۹۴۲ بر فراز بلژیک حاصل شد. در ابتدا شمار موفقیت‌های او رشد کندی داشت. تا پایان سال ۱۹۴۲ تنها ۷ هواگرد توسط شناوفر سزنگون شدند. به هر صورت همین مقدار نیز او را به یک خلبان تک‌خال بدل ساخت. ماه ژوئیه سال ۱۹۴۳ به درجه ستوان دومی ترفیع گرفت و به عنوان فرمانده اسکادران ۱۲ جناح ۱ شکاری شبانه در هلند منصوب گردید. در این زمان هفده پیروزی هوایی در کارنامه خود داشت.
با آغاز رشد سریع موفقیت‌ها، شناوفر ماه دسامبر سال ۱۹۴۳ با ۴۲ پیروزی هوایی نشان صلیب شوالیه صلیب آهنین را دریافت کرد. ماه مارس سال ۱۹۴۴ به فرماندهی گروه ۴ جناح خود رسید و با آن به بلژیک رفت. شناوفر ماه مه به درجه سروانی ترفیع یافت. ماه بعد با دستیابی به هشتاد و چهارمین پیروزی هوایی گیره برگ‌های بلوط به صلیب شوالیه او افزوده شد. دو ماه بعد از آن با ۸۹ پیروزی هوایی شمشیرهای صلیب شوالیه نیز به او اعطا گردید. در نهایت روز ۹ اکتبر سال ۱۹۴۴ با حصول صدمین پیروزی هوایی شناوفر از ۱۰۰ مورد، مفتخر به دریافت الماس‌های صلیب شوالیه شد.
با ورود نیروهای متفقین به کشورهای سفلی در پاییز سال ۱۹۴۴ وادار به انتقال به آلمان شد. شناوفر ماه نوامبر به جناح ۴ شکاری شبانه برگزیده گشت. ماه دسامبر در سن تنها ۲۲ سالگی به درجه سرگردی نائل آمد. تعداد پیروزی‌های هوایی او تا پایان سال به ۱۰۶ مورد رسید. شب ۲۱ فوریه سال ۱۹۴۵ ده بمب‌افکن نیروی هوایی بریتانیا قربانی او شدند. شناوفر تا پایان جنگ جهانی دوم به پروازهای رزمی ادامه داد. در این هنگام تعداد پیروزی‌های هوایی تأیید شده او ۱۲۱ مورد بود.
ماه مه سال ۱۹۴۵ به اسارت بریتانیایی‌ها درآمد. همان سال آزاد شد و تجارت خانوادگی در زمینه شراب را در دست گرفت. سرگرد هاینتس-ولفگانگ شناوفر در اثر یک تصادف رانندگی به شدت زخمی شد و دو روز بعد، ۱۵ ژوئیه سال ۱۹۵۰، در اثر جراحات وارد آمده به سرش در بیمارستان جان باخت.

## جوایز
- صلیب شوالیه صلیب آهنین: دسامبر ۱۹۴۳
  - برگ‌های بلوط: ۱۹۴۴
  - شمشیرها: ۱۹۴۴
  - الماس‌ها: اکتبر ۱۹۴۴

## کتابشناسی
- Williamson, Gordon; Bujeiro, Ramiro (2006). Knight's Cross with Diamonds Recipients 1941–45. Oxford, United Kingdom: Osprey Publisher. ISBN 1-84176-644-5.